# 列斯湖國家公園
列斯湖國家公園（芬蘭語：Liesjärven kansallispuisto）是芬蘭的一處國家公園，位於坎塔海梅區，面積22平方（8.5平方英里）。在1920年，國家公園的部分地區就已經被列為自然保護區。國家公園內設有露營區。